# NGC 923
NGC 923 (другие обозначения — UGC 1915, MCG 7-6-22, ZWG 539.30, IRAS02244+4145, PGC 9355) — спиральная галактика (Sb) в созвездии Андромеда.
Этот объект входит в число перечисленных в оригинальной редакции «Нового общего каталога».
В 1880 году Джон Дрейер, вероятно, наблюдал за этим объектом, однако он сам думал, что наблюдает за галактикой WH III 570, или NGC 898. Данное им описание не соответствует этой галактике, но оно и положение ближайшей звезды точно подходят для NGC 923. Причиной его ошибки могло быть смещение 72-дюймогого телескопа «Левиафан», с помощью которого он тогда проводил наблюдения, однако Вольфганг Штейнике полагает, что так как Дрейер не смог найти объекты WH III 570 и III 571 (или NGC 910) в своих работах, хотя он там присутствовали, он мог использовать только объекты из второго каталога WH. Увидев «туманность» IE (или NGC 923), он опознал её как WH III 570. Поскольку он не получил никакой позиции для себя, он использовал WH в своём каталоге, поэтому позже ввёл наблюдения Эдуара Стефана в Новый общий каталог как новый объект.